# De bombarde
De bombarde is een  stripverhaal uit de reeks van Jerom.

## Locaties
Dit verhaal speelt zich af op de volgende locaties:
- Morotari-burcht, ruïne, antiquair

## Personages
In dit verhaal spelen de volgende personages mee:
- Jerom, tante Sidonia, Odilon, antiquair, boeven, baron Eustache de Sucrerie, baron Weremeus de Sucrerie

## Het verhaal
Jerom, Odilon en tante Sidonia bezoeken een ruïne. Ze zien een afbeelding van een bombarde en horen geluid op zolder. Bij een antiquair in een nabijgelegen dorp zien ze een bombarde staan. Tante Sidonia wil deze kopen als sierstuk voor de Morotari-burcht, maar de winkel is gesloten. Ze gaan de volgende dag terug, maar vinden de antiquair vastgebonden in een kast. De bombarde blijkt gestolen te zijn en als de vrienden teruggaan naar de ruïne, blijkt ook de afbeelding verdwenen. Er rijdt een vrachtwagen weg en Jerom zet de achtervolging in en de boeven worden overmeesterd. De bombarde wordt naar de Morotari-burcht gebracht en Odilon ontdekt dat er een brief in zit. De schout van heerlijkheid Soetendaele veroordeelde baron Weremeus de Sucrerie tot eeuwige opsluiting in de toren van zijn slot. Tante Sidonia herinnert zich het geluid in de ruïne en denkt dat daar echt iemand opgesloten zit.
Die nacht proberen de boeven de bombarde te stelen vanuit de Morotari-burcht. Tante Sidonia merkt dit, maar ze wordt bedwelmd met chloroform en samen met de bombarde meegenomen. De volgende dag waarschuwt ze met een zender in haar schoen Odilon nadat ze hoort dat een nakomeling van de opgesloten baron wil voorkomen dat zijn voorouder uit de toren bevrijdt wordt. Hij schaamt zich, omdat zijn voorouder een compleet dorp heeft verwoest met de bombarde. Dit kan met de bombarde worden bereikt, als een muur wordt stukgeschoten. Jerom en Odilon beschieten de muur met de bombarde, maar de muur blijkt erg sterk te zijn. De boeven proberen de kanonskogels af te weren met raketten. Jerom verslaat de mannen en samen met Odilon vuurt hij de bombarde opnieuw af. Dan slaan vlammen uit het dak en de baron schrikt. Na een tijdje krijgt hij spijt en helpt om zijn voorouder te bevrijden. Hij vraagt vergiffenis aan zijn betbetbetbetbetovergrootvader en deze krijgt eindelijk rust. 
De vrienden gaan weer terug naar de Morotari-burcht en Odilon moet de bombarde daar naar toe brengen, omdat hij weer voor problemen heeft gezorgd.